# Toshihide Saitō
Toshihide Saitō (jap. 斉藤 俊秀, Saitō Toshihide; * 20. April 1973 in Shizuoka) ist ein ehemaliger japanischer Fußballspieler.

## Karriere

### Verein
Toshihide Saitō spielte von 1996 bis 2006 für den damaligen japanischen Erstligisten Shimizu S-Pulse und absolvierte 244 Spiele für den Verein. 2007 wechselte er zu Shonan Bellmare und kam dort bis 2008 auf 84 Einsätze. Von 2009 bis 2013 spielte Saitō für den Zweitligisten Fujieda MYFC und beendete im Anschluss seine Karriere.

### Nationalmannschaft
1996 debütierte Saitō für die japanische Fußballnationalmannschaft und bestritt insgesamt 17 Länderspiele für die Nationalmannschaft, die sich erfolgreich für die Fußball-WM 1998 qualifizierte.

## Erfolge
Shimizu S-Pulse
- Kaiserpokal: 2001
- J.League Cup: 1996

## Auszeichnungen
- J. League Best Young Player: 1996
- J. League Best Eleven: 1999